# Limnephilus elegans
Limnephilus elegans är en nattsländeart som beskrevs av Curtis 1834. Limnephilus elegans ingår i släktet Limnephilus och familjen husmasknattsländor. Arten är reproducerande i Sverige. Inga underarter finns listade i Catalogue of Life.

## Bildgalleri

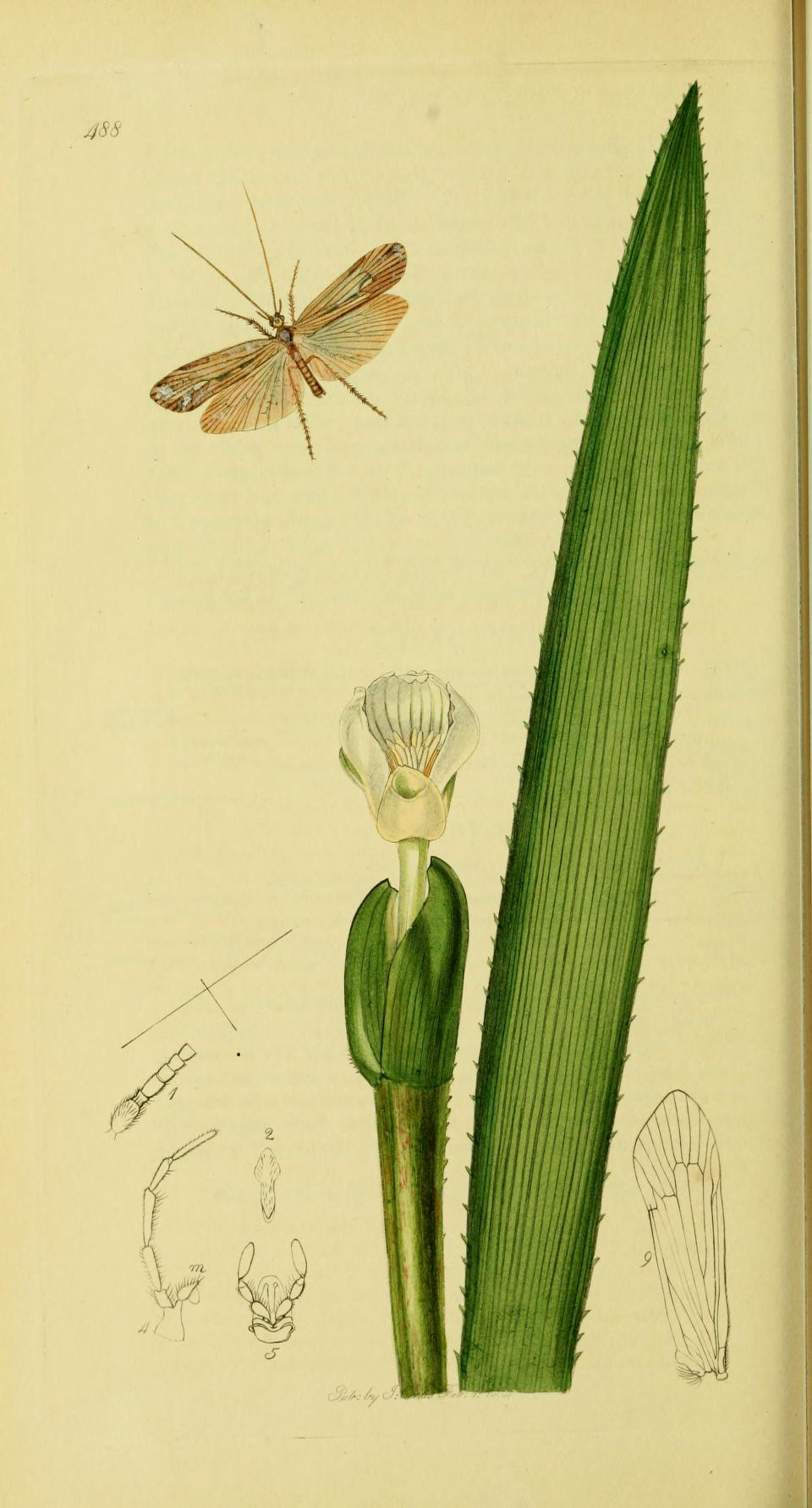
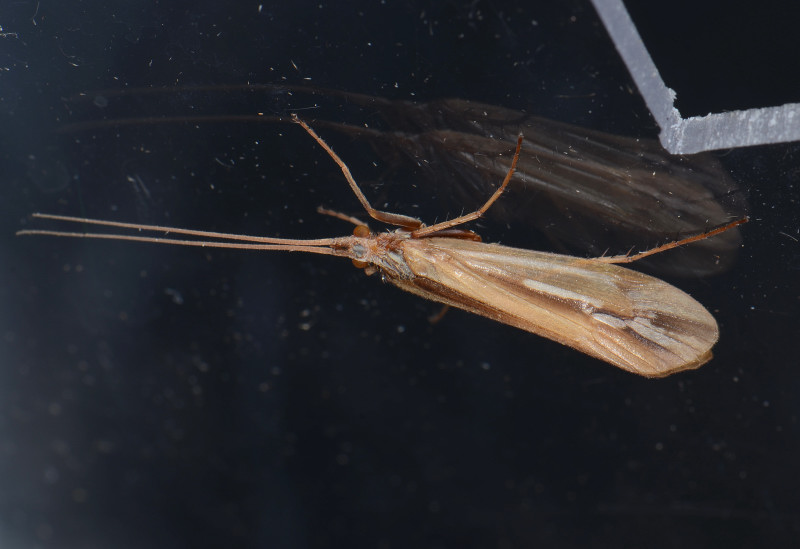